# San Giovanni (Sante Marie)
San Giovanni è una frazione del comune di Sante Marie (AQ), in Abruzzo.

## Geografia fisica

### Territorio
Il paese sorge a 813 m s.l.m. su una collina ricadente nell'area protetta della riserva naturale regionale Grotte di Luppa. È la frazione più vicina al capoluogo comunale distante appena circa tre chilometri. Confina ad ovest-sudovest con i territori Tremonti e Roccacerro, ad est con Scanzano e a sud con Poggetello e il territorio di Tagliacozzo.
Dista circa un chilometro dal capoluogo comunale.

## Storia

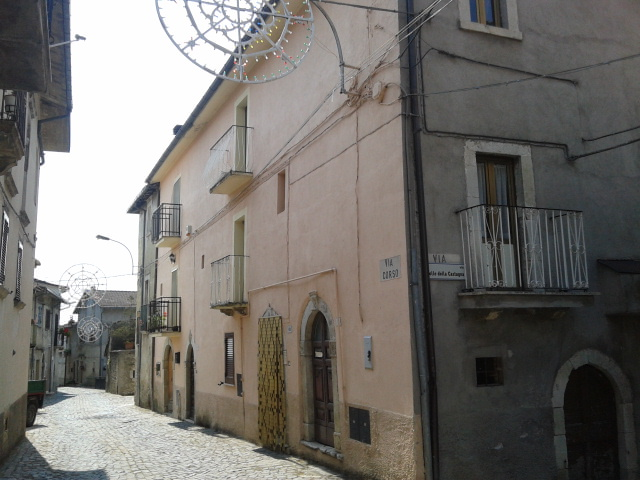
Il corso principale

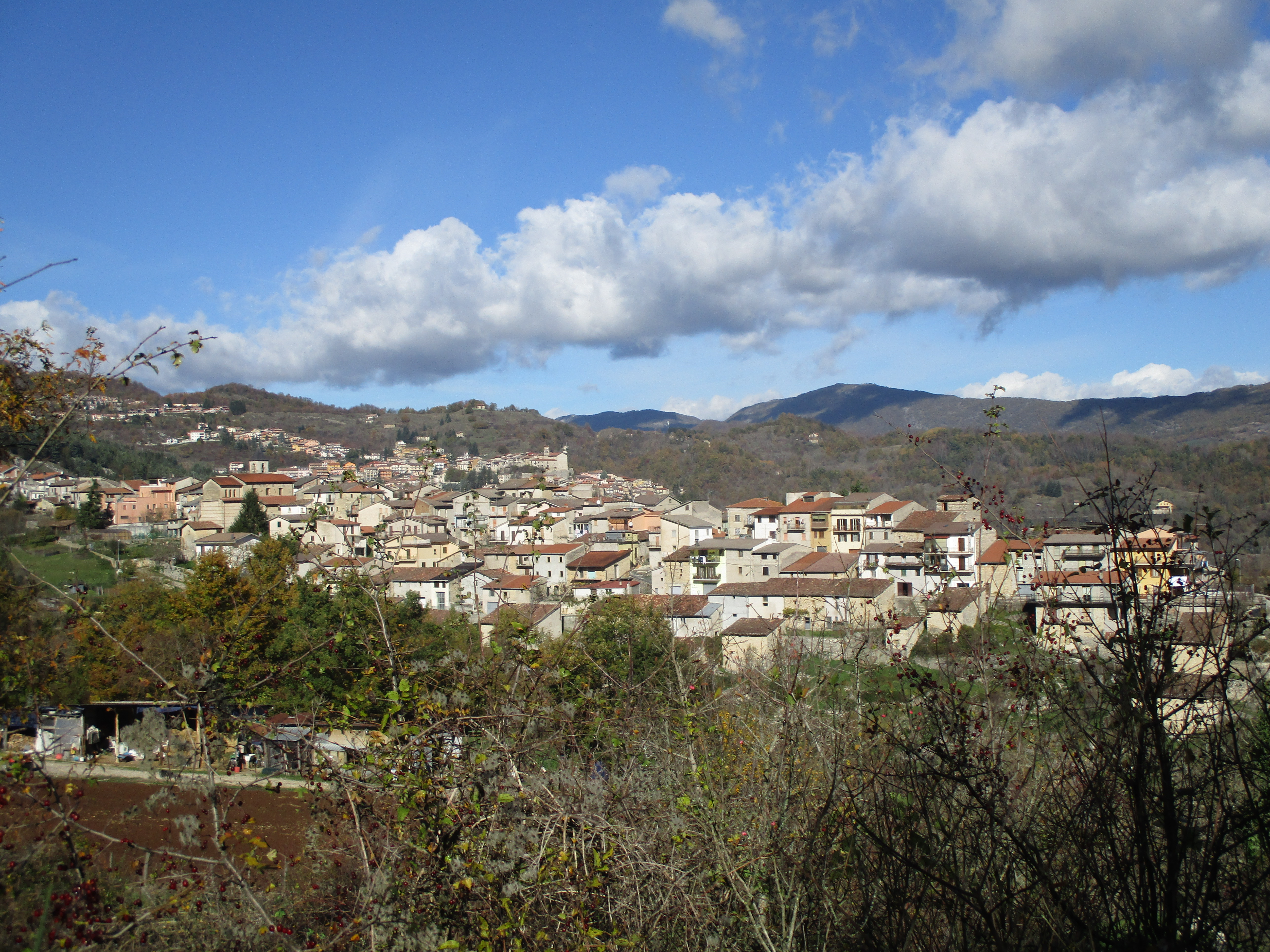
Spunto del borgo

Le origini del borgo sono legate alla chiesa parrocchiale dedicata a san Giovanni Battista e citata nella bolla di Papa Clemente III del 1188, documento con il quale si stabilirono i confini e i possedimenti della diocesi dei Marsi. Il luogo venne indicato con il nome latino di Sancti Joannis in via Romana che segnalava la vicinanza del borgo rispetto all'antico tracciato della via Tiburtina Valeria.
La località di San Giovanni era in origine uno stabulario situato tra il convento delle clarisse di San Giovanni in Barri, situato in val de' Varri e i monasteri benedettini di San Basilio, Santa Maria in Manica e San Paolo in Orthunis. Nel catalogo dei Baroni di Guglielmo II, detto "il buono", il borgo risulta tra i possedimenti di Rainaldo, della famiglia De Ponte, e di Teodino, uno dei signori del sovrastante castello di Tremonti.
Il paese sviluppatosi intorno alla chiesa durante il Basso Medioevo ha seguito le vicende del centro viciniore di Sante Marie e del ducato di Tagliacozzo che fu governato nel XIV secolo dagli Orsini e al termine del XV secolo dai Colonna. Il centro venne dotato nel 1662 del catasto preonciario che fu denominato ufficialmente "Catasto del rustico delle Sante Marie e di San Giovanni sua Villa". 
In seguito all'eversione feudale il paese, chiamato all'epoca Villa San Giovanni, venne incluso insieme agli altri piccoli centri della valle di Luppa prima al governo di Tagliacozzo e dal 1811 al comune riunito di Sante Marie. Il centro fece parte, come tutti i paesi del territorio limitrofo, al distretto di Cittaducale nel 1806 e a quello di Avezzano, dall'anno della sua istituzione avvenuta nel 1811.
Nel 1861 presso il casale Mastroddi alle porte di San Giovanni, qualche mese dopo l'avvenuta Unità d'Italia e nel corso degli eventi che segnarono il fenomeno del brigantaggio postunitario, venne catturato dalle forze militari piemontesi guidate dagli uomini della guardia nazionale di Sante Marie,  il generale José Borjes impegnato nella lotta per la restaurazione borbonica e di Francesco II delle Due Sicilie. Il comandante catalano con i suoi soldati fu trasportato a piedi a Tagliacozzo dove nella piazza antistante la villa Tancredi (successivamente denominata villa Zaccagnini) avvenne la fucilazione. 
Il borgo risultò gravemente danneggiato dopo il terremoto di Avezzano del 13 gennaio 1915 come tutti i centri dell'area fucense-rovetana della Marsica venendo in buona parte restaurato nel corso del XX secolo.

## Monumenti e luoghi d'interesse

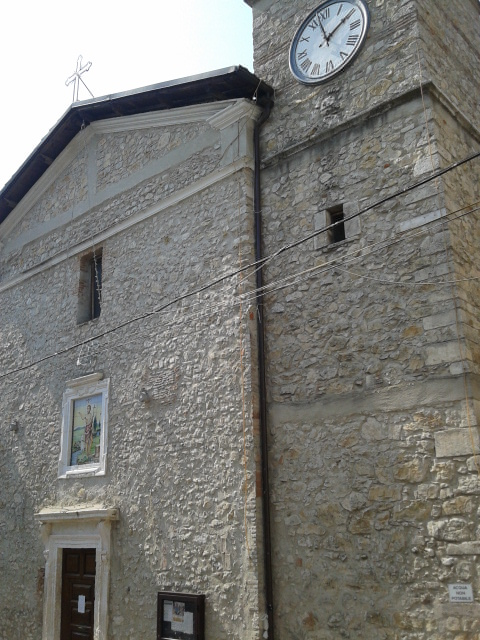
Chiesa di San Giovanni Battista

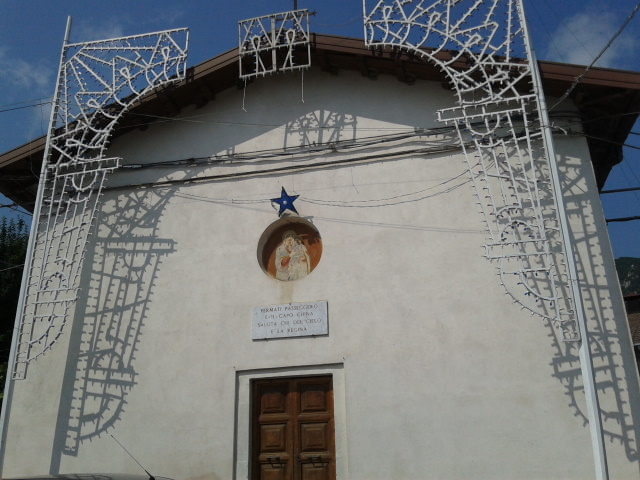
Chiesa della Madonna della Stella

### Architetture religiose
- Chiesa di San Giovanni Battista, edificata con ogni probabilità nell'XI secolo. Nel 1756 venne ingrandita e a seguito del sisma del 1915 recuperata nel corso del XX secolo[17].
- Chiesa del Crocifisso, piccolo edificio sacro risalente al 1700[18].
- Chiesa della Madonna della Stella, situata nella parte alta del paese venne edificata nel XVIII secolo[19].

### Aree naturali
- Sentiero di Corradino e cammino dei Briganti: i due percorsi escursionistici ripercorrono le vicende medievali e del brigantaggio che hanno toccato il territorio di San Giovanni e dei centri limitrofi dei piani Palentini e della piana del Cavaliere[20].
- Monti Carseolani
- Riserva naturale regionale Grotte di Luppa

## Società

### Tradizioni e folclore
Il 24 giugno di ogni anno si svolgono le feste patronali di san Giovanni Battista.

## Infrastrutture e trasporti

### Strade
La strada provinciale variante ("Quater") della SS 5 via Tiburtina Valeria collega il borgo al casello di Tagliacozzo dell'autostrada A24 accessibile in uscita solo in direzione Teramo e in ingresso solo in direzione Roma.

### Ferrovie
Il territorio di San Giovanni è servito dalla vicina stazione di Sante Marie ubicata sulla linea ferroviaria Pescara-Roma.